# Étude pour le bras droit de la Vierge
Vous lisez un « bon article » labellisé en 2021.  Il fait partie d'un « thème de qualité ».
Étude pour le bras droit de la Vierge est un dessin réalisé par le peintre florentin Léonard de Vinci et conservé au château de Windsor au Royaume-Uni. Il est exécuté au fusain ou à la pierre noire, à la craie grise, à l'encre, avec des rehauts de gouache blanche, sur papier teinté de rouge.
Vraisemblablement créé entre 1507 et 1510, le dessin constitue une étude préparatoire au drapé du bras de la Vierge Marie présent dans le tableau Sainte Anne, la Vierge et l'Enfant Jésus jouant avec un agneau conservé au musée du Louvre. Il appartient à une série d'études largement postérieures au début de la création du tableau en 1502-1503, chacune consacrée à un de ses détails.
Le motif décrit bénéficie de toute la virtuosité d'un artiste résultant d'années de ses recherches techniques sur les matières et scientifiques sur l'ombre et la lumière, si bien qu'il apparaît à la fois comme l'amélioration substantielle du motif original du carton mais aussi comme le témoignage de l'évolution de la maîtrise technique du peintre depuis ses débuts.

## Description
Le dessin de l'Étude pour le bras droit de la Vierge a pour support une feuille de papier rectangulaire de dimensions 8,6 × 17,0 cm préparée rouge-orangé à la craie. Trois de ses coins ont été coupés. La feuille porte un numéro — le 213 — correspondant à sa cote dans la collection de Francesco Melzi. Le tracé du dessin est réalisé au fusain ou à la pierre noire, repris à la plume et à l'encre. Il est coloré avec de la craie grise puis d'un lavis d'encre brune, et bénéficie de rehauts de gouache blanche complétés de quelques hachures réalisées à la sanguine.
Le dessin présente un drapé décrivant un fin tissu transparent enveloppant le bras droit d'une personne. La main tournée vers le haut est presque entièrement ombrée ; elle tient ce qui semble être un tissu. Si la main est représentée, l'épaule, qui comporte pourtant le reste du vêtement de la femme, n'apparaît, elle, que sous la forme d'une légère esquisse réalisée à la pierre noire.

## Historique

### Contexte de création

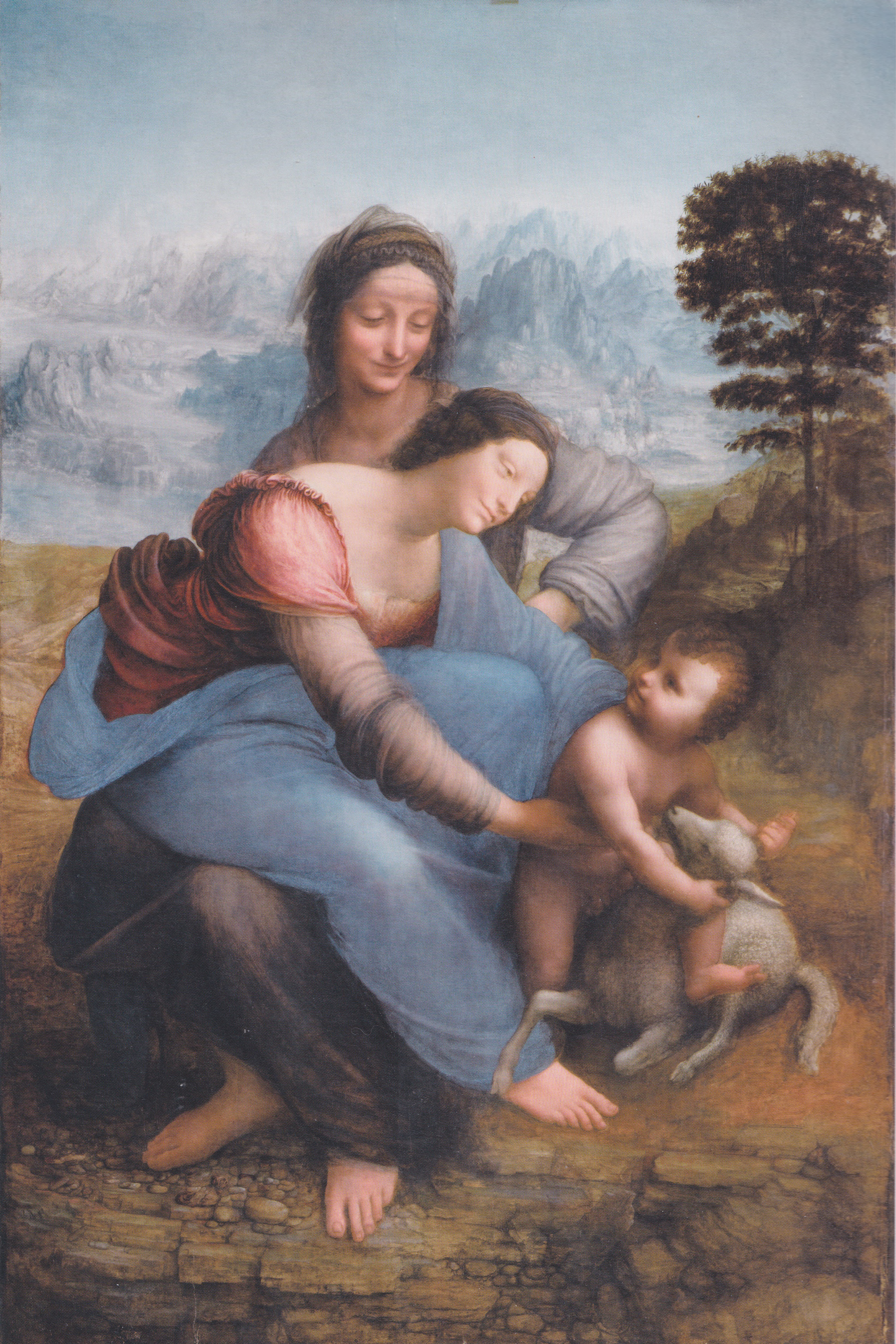
Le dessin est réalisé dans le cadre de la création de Sainte Anne, la Vierge et l'Enfant Jésus jouant avec un agneau (1503 - 1519, musée du Louvre, no inv. 776).

Au moment de la création du dessin de l'Étude pour le bras droit de la Vierge vers 1507-1510, Léonard de Vinci a environ cinquante-cinq ans. Il entame en 1508 ce qui est nommé sa « seconde période milanaise », qui s'étendra jusqu'en septembre 1513. Il est célèbre non seulement en Italie mais aussi en Europe et de puissants commanditaires se disputent ses services comme ingénieur ou comme artiste, tels le roi de France Louis XII et ses subordonnés — son secrétaire d'État Florimond Robertet et le gouverneur qu'il a dépêché à Milan, Charles d'Amboise : lui qui avait pourtant fui les Français lors de l'invasion du duché de Milan en 1499, entre donc finalement au service du roi dès 1507.
Bien qu'il se déclare volontiers éloigné de la peinture, Léonard de Vinci produit plusieurs œuvres durant cette période : Salvator Mundi (après 1507), La Scapigliata (1508), Léda et le Cygne (1508). Par ailleurs, il s'est attelé depuis le tournant du siècle à la création d'une « Sainte Anne trinitaire », sans qu'il soit toutefois établi qui en est précisément le commanditaire : l'œuvre actuellement conservée au Louvre, entamée dès 1502-1503, demeure certainement toujours à l'état d'ébauche vers 1507-1508, puisque le peintre l'a très vraisemblablement délaissée entre 1504 et 1507.
Deux types d'études se rapportent directement à ce tableau : celles qui permettent la création du carton et celles qui constituent « les ultimes changements décidés par le maître » et en sont donc les plus éloignées temporellement. Avec la technique si typique qu'il déploie, le dessin de l'Étude pour le bras droit de la Vierge appartient résolument à ce second groupe. Le tableau est à ce moment-là déjà suffisamment avancé pour qu'il ne soit plus possible à Léonard de Vinci d'en modifier la composition d'ensemble. Son travail consiste dès lors à en exécuter et parfaire les détails, dont les drapés des personnages et les rochers qui les entourent : il exécute ainsi une dizaine d'études — parmi lesquelles l'Étude pour le bras droit de la Vierge — visant à affiner ce qu'avait initialement porté le carton.

D'autres dessins préparatoires à Sainte Anne, la Vierge et l'Enfant Jésus jouant avec un agneau et contemporains de l'Étude pour le bras droit de la Vierge.
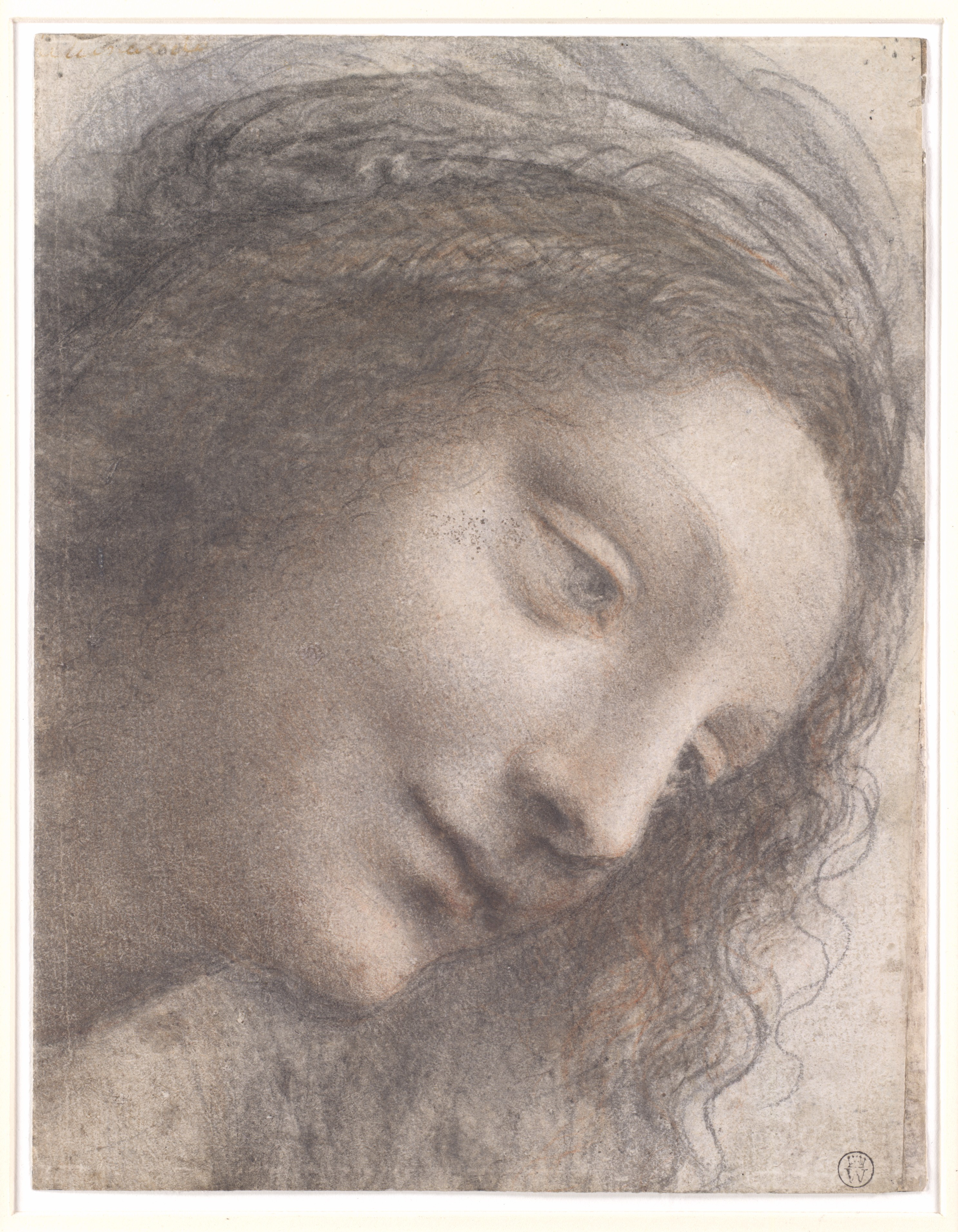
Tête de la Vierge de trois quarts à droite, entre 1507 et 1513, New York, Metropolitan Museum of Art, inv.1951 51.90, recto.
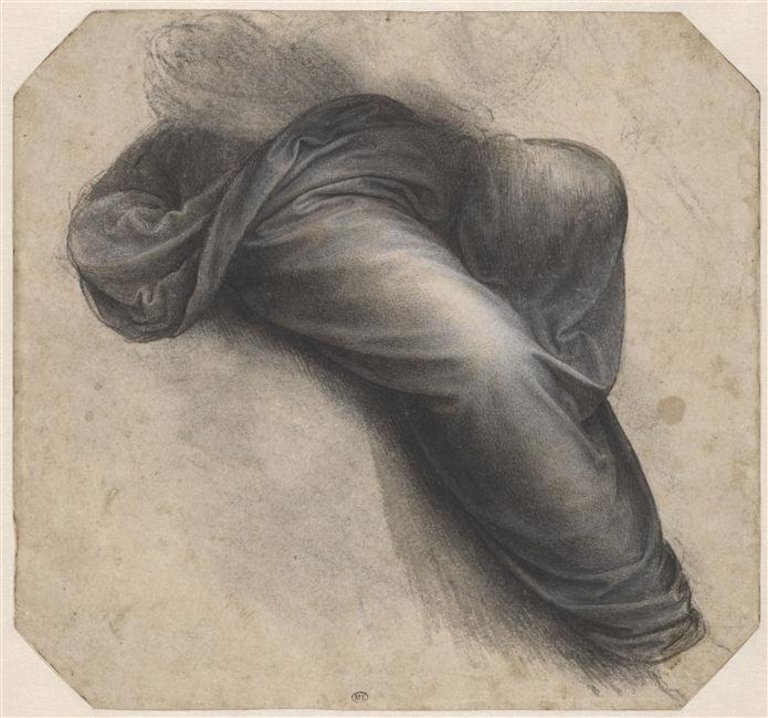
Étude pour le drapé de la Vierge, vers 1510-1513, Paris, département des arts graphiques du musée du Louvre, INV 2257, recto.

### Datation

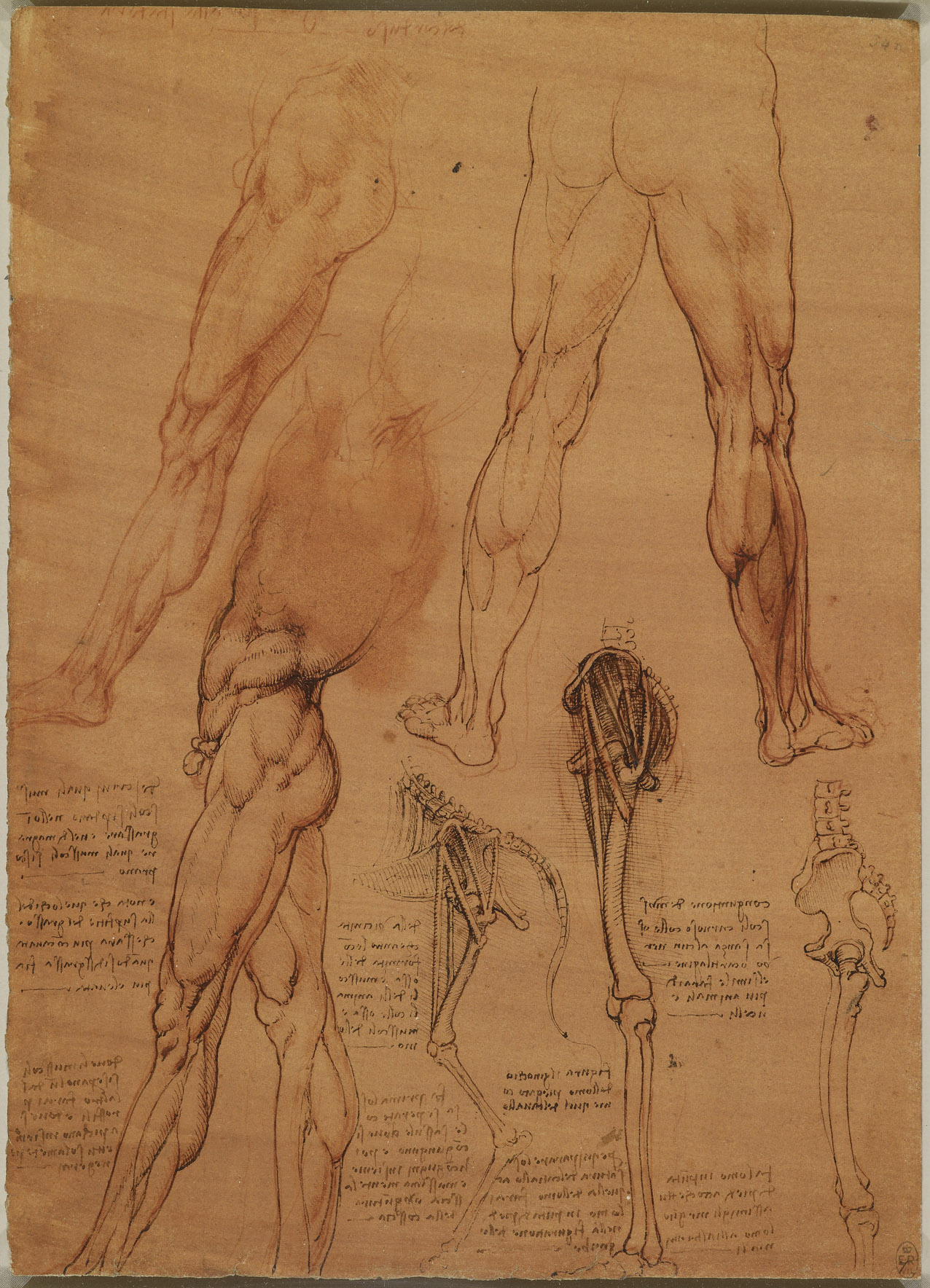
Léonard de Vinci, Étude d'anatomie comparative de jambes d'homme et de pattes de cheval, vers 1506-1508, château de Windsor, no RCIN 912625.

Les recherches des historiens de l'art montrent que le dessin se rattache aux études tardives pour le tableau comme l'indique l'emploi d'une technique caractéristique de cette période qui se retrouve en particulier dans l'Étude pour le drapé de la Vierge.
La plupart des chercheurs s'entendent sur sa datation : ainsi si Vincent Delieuvin avance « vers 1507/1510 », Françoise Viatte et Carmen Bambach indiquent « vers 1508-1510 ». Pour cela, elles s'appuient sur la comparaison technique avec une étude d'anatomie humaine et animale conservée au château de Windsor sous la référence no RCIN 12625 : « Le recours similaire à cette technique retravaillée à la plume et à l'encre brun sombre pour l'étude d'anatomie comparative des jambes d'homme et des pattes de cheval peut constituer un terminus post quem pour la présente feuille. Les effets picturaux d'une grande subtilité dont témoigne ce dessin de Windsor correspondent, dans la carrière de Léonard, aux études d'optique qu'il mènera par la suite ». Néanmoins, certains chercheurs demeurent beaucoup plus prudents : ainsi Frank Zöllner et Johannes Nathan la situent selon l'estimation large de « vers 1501 - 1510 (?) ».

### Attribution et cheminement de l'œuvre

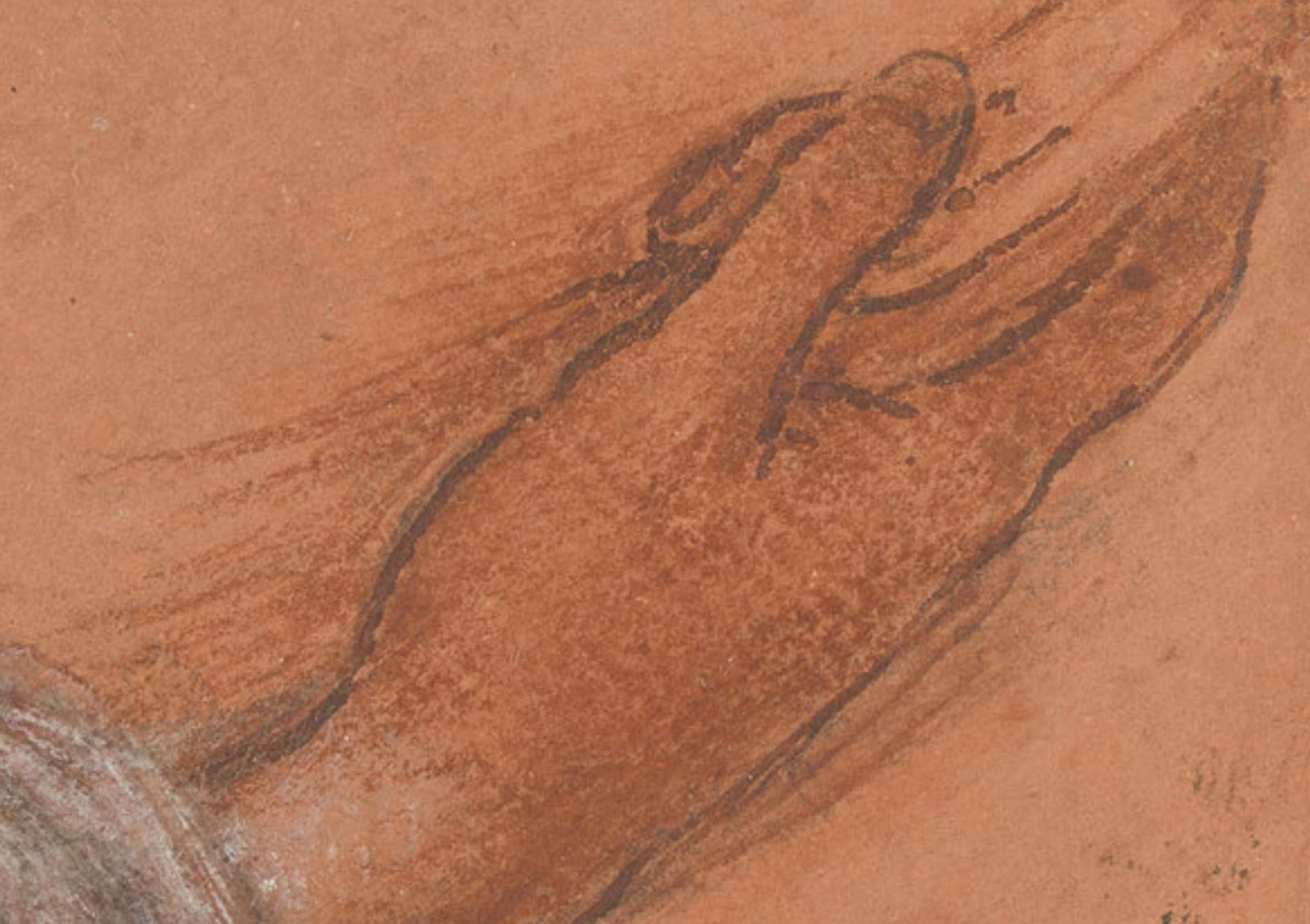
Détail sur la main : des hachures typiques d'un gaucher sont clairement visibles.

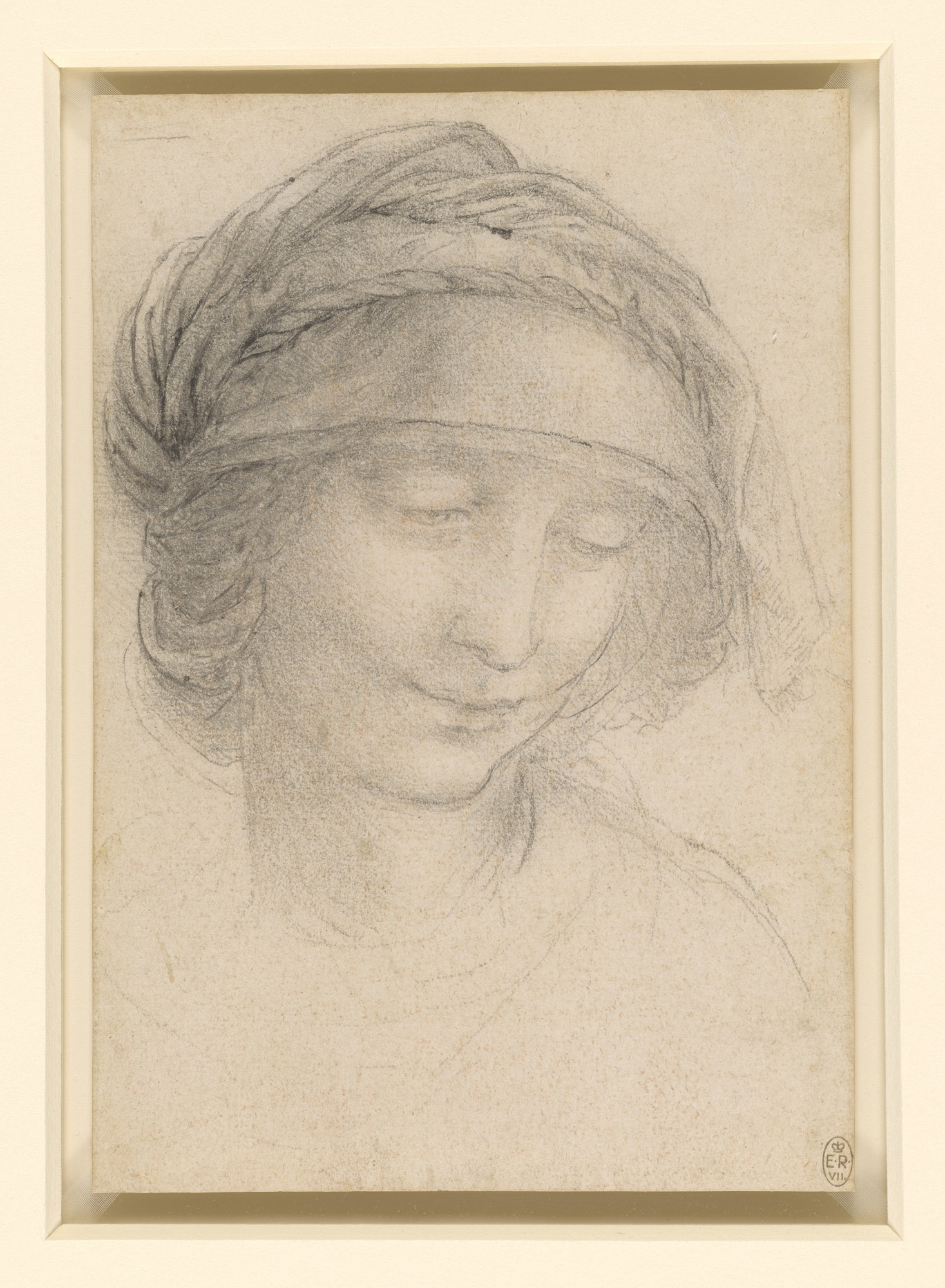
À la mort de son auteur, le dessin a suivi le même cheminement que l'Étude pour la tête de sainte Anne (vers 1502-1503, Royaume-Uni, château de Windsor, no inv.RCIN 912533).

Le dessin de l'Étude pour le bras droit de la Vierge est attribué sans contestation à Léonard de Vinci,,,, : les chercheurs s'appuient notamment sur la présence de hachures typiques d'un gaucher réalisées à la sanguine. Il pourrait néanmoins avoir été par la suite retouché par un autre intervenant, notamment la main du modèle, comme l'affirment Carlo Pedretti et Kenneth Clark et la notice du site internet du propriétaire de l'œuvre.
L'Étude pour le bras droit de la Vierge a fait partie de la collection Melzi-Leoni : il s'agit d'un ensemble de dessins et manuscrits de Léonard de Vinci dont hérite Francesco Melzi à la mort de celui-ci en 1519 et que son fils Orazio éparpille à la mort de son père en 1570 ; après une période de dispersion, cette collection — y compris le dessin — est en grande partie reconstituée entre 1582 et 1590 par Pompeo Leoni, qui la conserve à Madrid,. Par la suite, après un passage à Milan, le dessin arrive à Londres dans les années 1630 dans les collections de Thomas Howard, 14e comte d'Arundel, ce dernier étant parvenu à acquérir le deuxième grand recueil compilé par Pompeo Leoni et connu de nos jours sous le nom de « Codex Windsor ». Probablement acquis par le souverain britannique Charles II, il est, enfin, versé dans la Royal Collection au moins dès 1690 et apparaît dans l'inventaire de la collection du roi britannique George III vers 1810. Il est conservé depuis au château de Windsor.

## Une étude pourSainte Anne, la Vierge et l'Enfant Jésus jouant avec un agneau

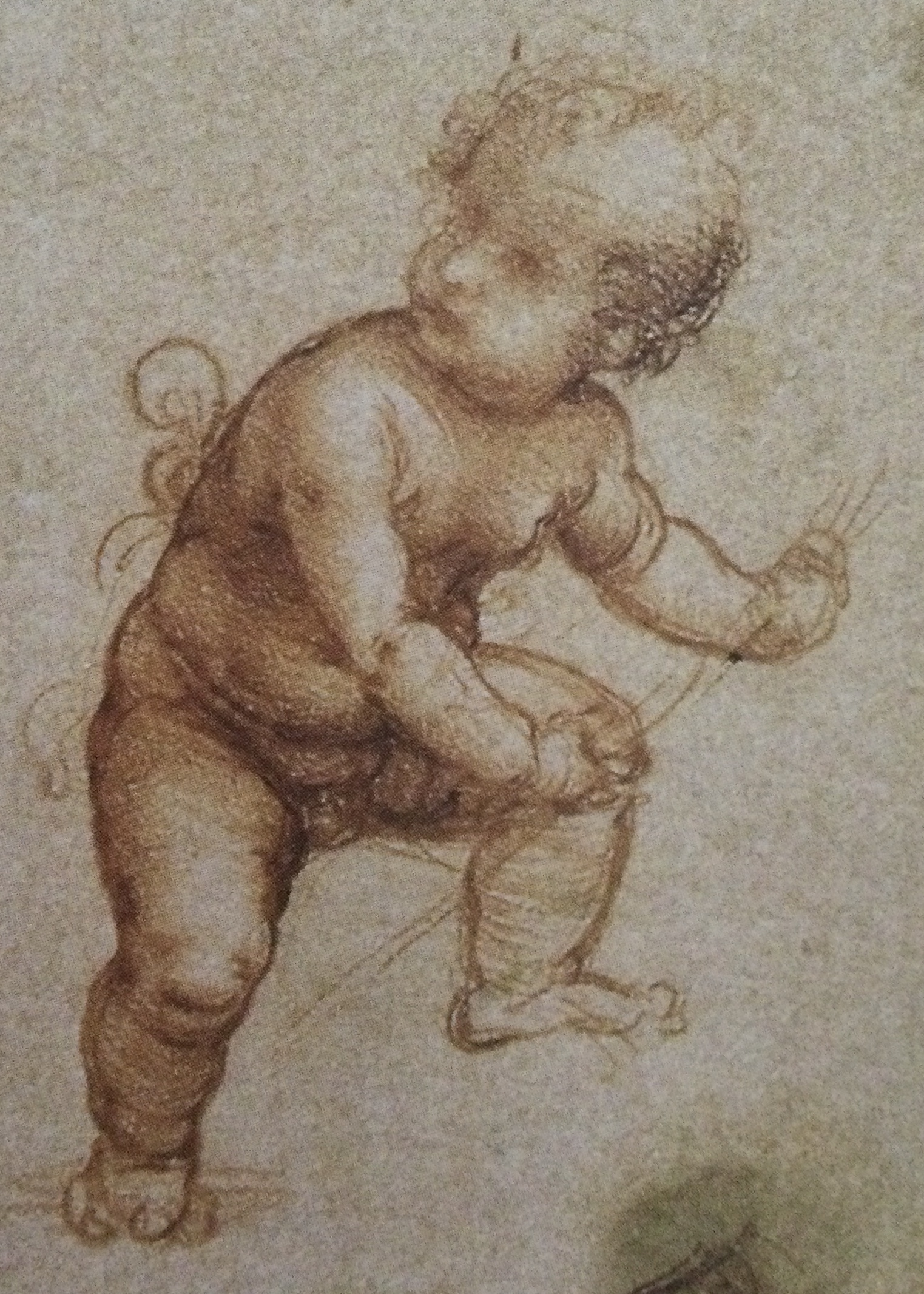
Études pour l'Enfant Jésus (détail sur le dessin en haut à gauche), vers 1502-1503, Venise, Galeries de l'Académie, no inv.257.

Le dessin Étude pour le bras droit de la Vierge se rapporte résolument à la création du tableau Sainte Anne, la Vierge et l'Enfant Jésus jouant avec un agneau dont il constitue une étude.
Sa création se fait alors que le peintre intervient sur son tableau en seconde intention, après une période de relatif abandon durant laquelle il s'est consacré à d'autres projets. Or l'œuvre est alors trop avancée pour pouvoir en changer la composition d'ensemble : il ne reste à Léonard de Vinci que la possibilité d'en modifier les détails. Dans le cas de cette étude, il s'intéresse aux effets de drapé qui agissent dans le voile légèrement transparent qu'il souhaite attribuer au vêtement de la Vierge, un vêtement qu'il veut désormais plus sophistiqué. Ce travail sur le bras de la jeune femme et le drapé qu'il supporte est fondamental pour le tableau en tant qu'élément qui « joue un rôle structurel dans la composition du tableau, dont il porte le mouvement diagonal ». Concernant la main, le peintre fait le choix d'utiliser la technique dite « rouge sur rouge », celle-ci lui permettant « d'étudier plus subtilement les effets d'ombre et de lumière sur la teinte de la chair ».
Certaines des ornementations qui y sont représentées disparaissent par la suite dans le tableau : ainsi, ce qui semble être un nœud placé juste en dessous du poignet est certes visible dans le dessin sous-jacent du tableau grâce à la réflectographie infrarouge mais il disparaît du résultat final.
À l'inverse, le peintre se désintéresse dans son étude du tissu couvrant l'épaule de la jeune femme et n'en fait qu'une simple esquisse à la pierre noire : en effet, il semble satisfait de celui qui avait été reporté à partir du carton préparatoire de 1503 puisqu'il le conserve. À l'autre extrémité, il dessine précisément la main de la jeune femme et lui fait tenir un tissu : peut-être imagine-t-il que la mère retient son fils par une bande de tissu passée autour du corps de ce dernier. Or, ce même tissu est visible sur l'un des dessins des Études pour l'Enfant Jésus conservées aux galeries de l'Académie de Venise — une série d'études qui date de 1503, donc largement antérieure à l'Étude pour le bras droit de la Vierge. L'un et l'autre dessins seraient donc complémentaires dans l'esprit de Léonard de Vinci à plus de cinq ans d'écart. Mais cette idée n'a, semble-t-il, jamais été reportée sur la peinture.
Enfin, le motif entier est repris par les membres de l'atelier du peintre pour leurs propres versions de la Sainte Anne. Il s'agirait là d'une demande du maître, celui-ci utilisant ces répliques — que Serge Bramly qualifie de « prototypes » — pour la réalisation de son propre tableau : par la variation de détails sur les personnages ou le paysage, elles constituent autant d'essais pour juger du rendu général de sa future œuvre. Elles témoignent donc de l'avancement de la réflexion du peintre concernant celle-ci,.

Comparaison de l'étude et de sa réalisation au sein du tableau.
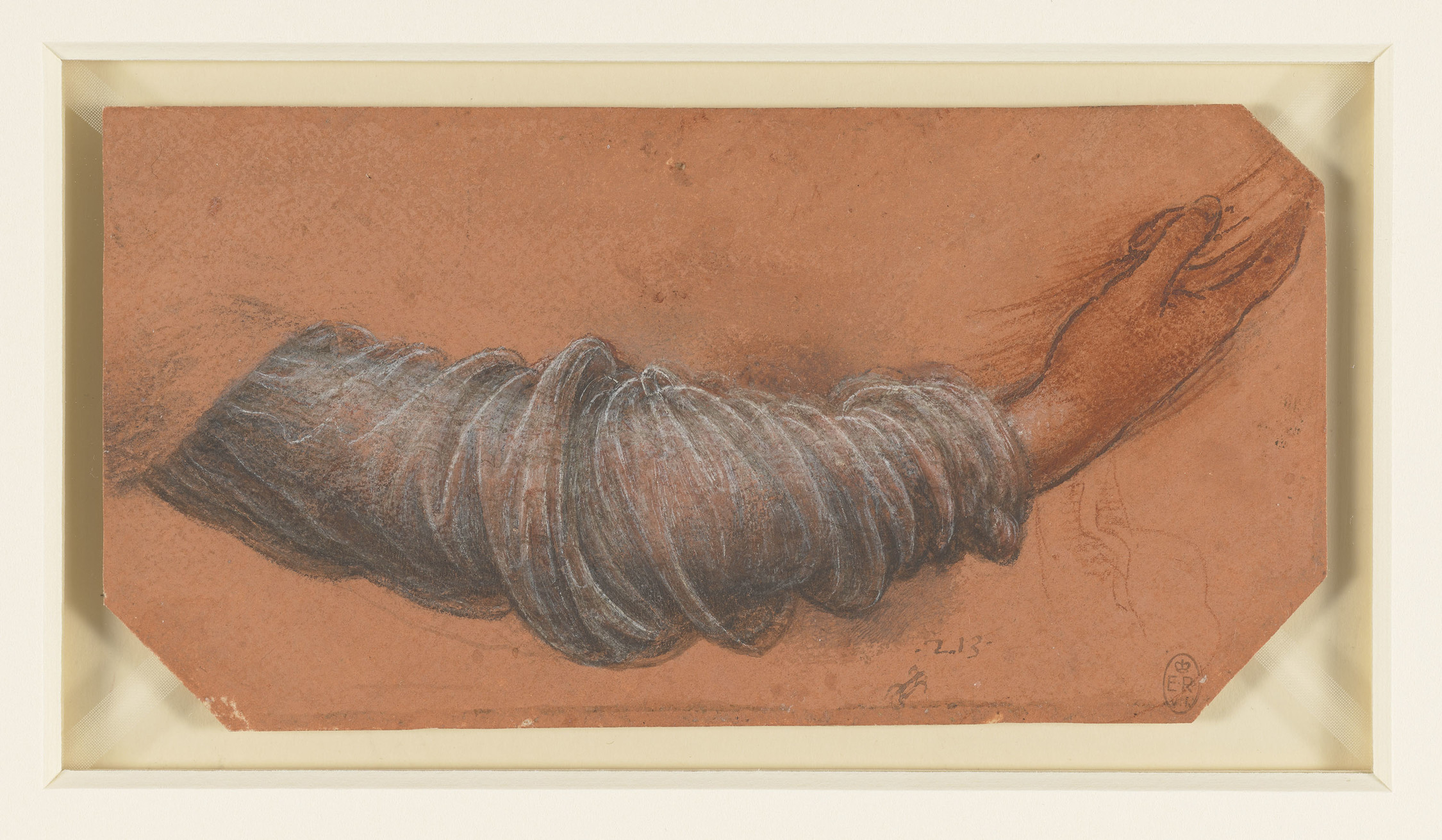
Étude pour le bras droit de la Vierge.
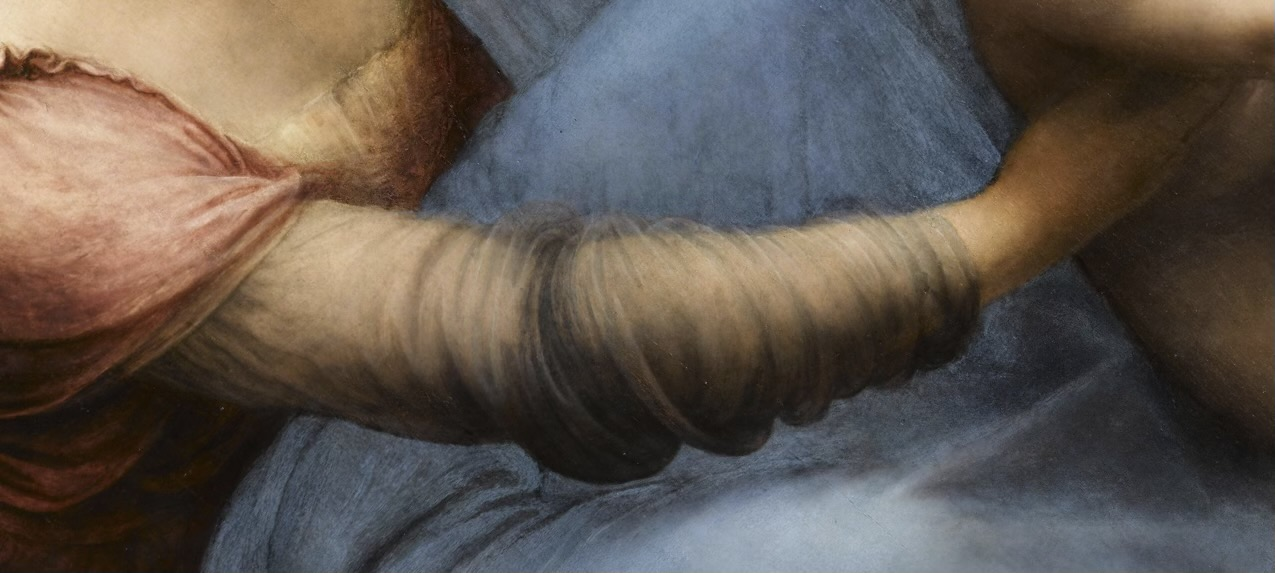
Bras de la Vierge au sein de Sainte Anne, la Vierge et l'Enfant Jésus jouant avec un agneau (détail ayant subi une rotation, 1503-1519, Paris, musée du Louvre, no inv. 776).

## Analyse

### La fusion des matières

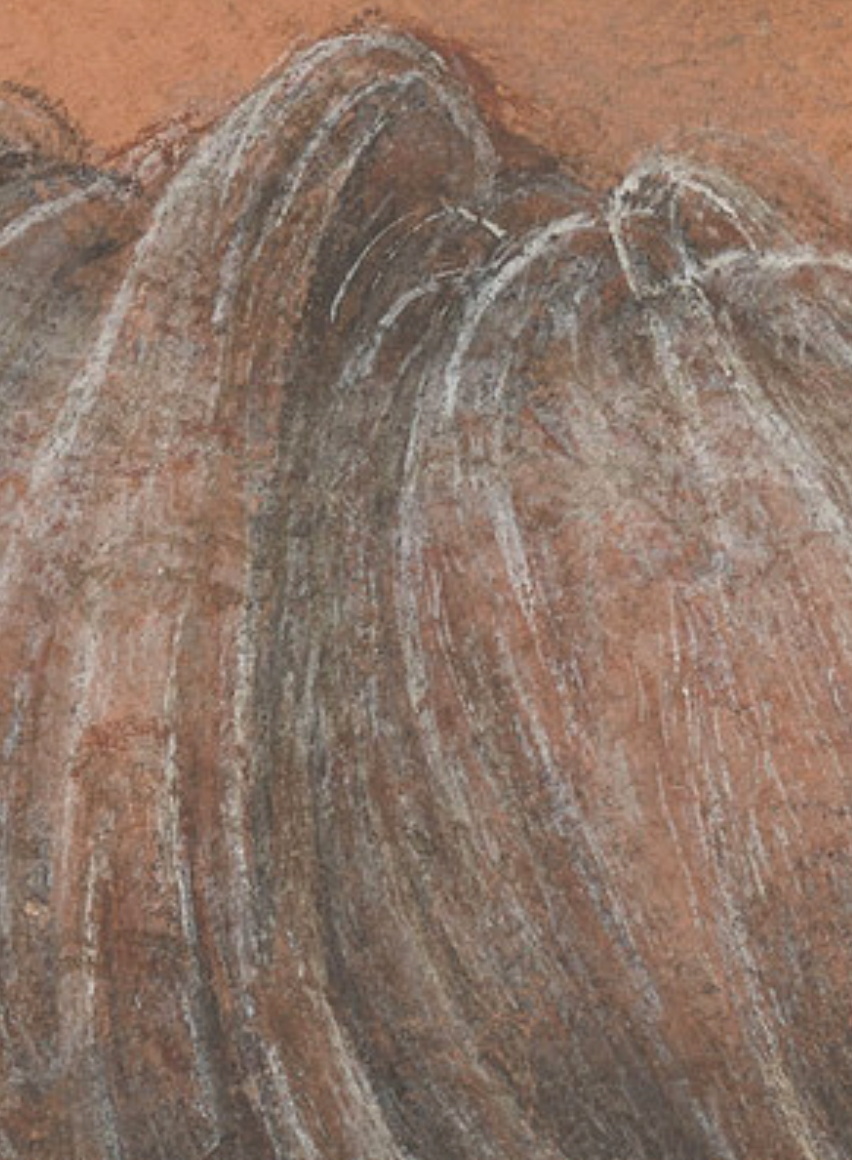
Détail du drapé : pierre noire, craie grise, lavis d'encre brune et gouache blanche disposés en glacis se mêlent densément et avec complexité.

Le dessin de l'Étude pour le bras droit de la Vierge est à l'image des études tardives pour le tableau : grâce à la variété des matériaux utilisés ainsi qu'à la richesse et à la complexité de sa technique, il se veut très pictural. Le but est en effet de simuler au maximum l'effet qui sera obtenu en peinture, pour sa propre œuvre mais aussi pour ses assistants qui en réalisent des copies.
Le peintre commence par préparer sa feuille d'un fond couleur rouge-orangé à la craie. Il effectue un premier tracé des formes au fusain ou à la pierre noire puis crée un fond sur la manche à la craie grise. Il frotte la matière — fusain et pierre noire — afin d'obtenir des effets d'estompe et donc de sfumato à l'endroit des ombres intermédiaires. Il continue ce travail de modelage au moyen d'un lavis de gris pour les zones d'ombres plus profondes. Il marque les plis à la plume avec de l'encre brun foncé. C'est à ce moment qu'il exécute des rehauts de gouache blanche marquant les arêtes des plis. « Quelques traits de sanguine [sont] également posés, souvent parallèlement aux rehauts blancs ».

### L'art du drapé

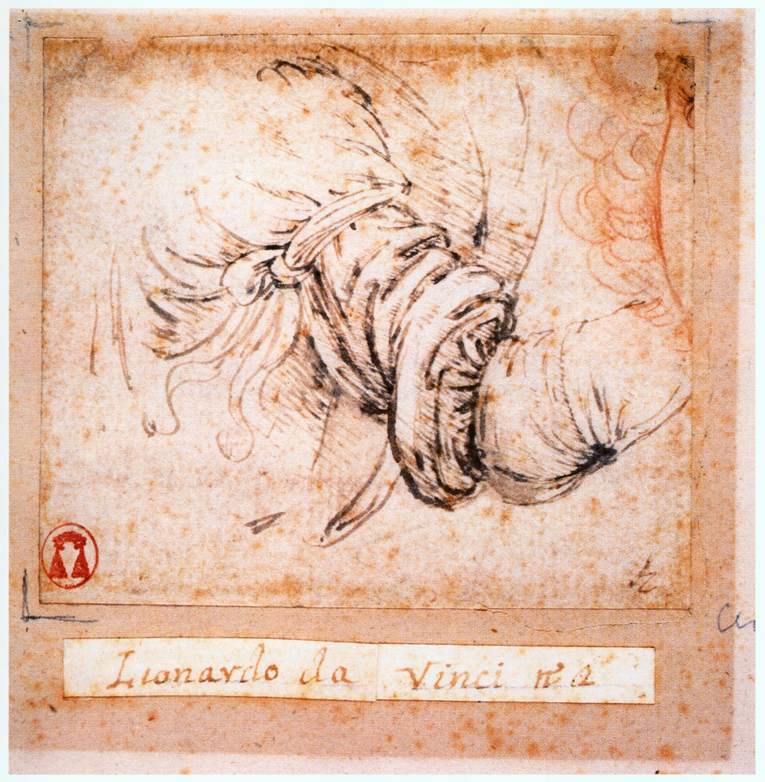
L'art du drapé de Léonard de Vinci a évolué depuis le début de sa carrière (Étude de drapé pour L'Annonciation, entre 1470 et 1473, université d'Oxford, Christ Church).

Le drapé du bras droit de la Vierge fait partie des axes signifiants du tableau du Louvre, aussi le peintre y porte-t-il une attention particulière : ce qui n'était sur le carton d'origine qu'une « simple étoffe » devient ainsi, lors des phases de retouche de détail à partir de 1508, « un tissu transparent, disposé selon de nombreux plis circulaires, traités avec virtuosité ».
Il faut dire que la virtuosité du peintre dans le rendu des drapés s'est aiguisée, puisqu'elle marque l'aboutissement de ses recherches scientifiques sur la couleur, la forme, la lumière, l'ombre mais aussi la combinaison technique des matériaux : ainsi, « dans ses études de drapés pour la composition du Louvre, l'artiste a expérimenté des combinaisons de matériaux résolument inattendues à défaut d'être toujours réussies — en tout cas différentes en termes de couleur et de composition —, de façon à obtenir des effets de modelé à l'apparence lumineuse, saturés chromatiquement, et construits de manière cohérente ».
Le drapé du bras de la Vierge est dès lors représentatif de la délicatesse du rendu de ces œuvres. Cette virtuosité du peintre permet ainsi d'attribuer au vêtement de la Vierge une sophistication qu'il ne semblait pas envisager à l'origine du projet, lui offrant l'apparence, la légèreté et le soyeux de la gaze.